# Durgapur Kazi Nazrul Islam Airport
Durgapur Kazi Nazrul Islam Airport är en flygplats i Indien.   Den ligger i distriktet Barddhamān och delstaten Västbengalen, i den östra delen av landet, 1 100 km sydost om huvudstaden New Delhi. Durgapur Kazi Nazrul Islam Airport ligger 88 meter över havet.
Terrängen runt Durgapur Kazi Nazrul Islam Airport är platt, och sluttar söderut. Runt Durgapur Kazi Nazrul Islam Airport är det mycket tätbefolkat, med 1 018 invånare per kvadratkilometer. Närmaste större samhälle är Durgapur, 13,9 km sydost om Durgapur Kazi Nazrul Islam Airport. Trakten runt Durgapur Kazi Nazrul Islam Airport består till största delen av jordbruksmark.